# Cha Du-ri
Cha Du-Ri (Frankfurt, 25 de julho de 1980) é um futebolista sul-coreano que atua no FC Seoul.

## Carreira
Nasceu na Alemanha, na época em que seu pai, Cha Bum-Kun, célebre ex-futebolista sul-coreano, atuava neste país. Após sua participação na Copa do Mundo FIFA de 2010 assinou pelo Celtic.
Ele representou a Seleção Sul-Coreana de Futebol na Copa da Ásia de 2004, 2011 e 2015.